# Coleophora kuznetzovi
Coleophora kuznetzovi é uma espécie de mariposa do gênero Coleophora pertencente à família Coleophoridae.